# Illigera cordata
Illigera cordata är en tvåhjärtbladig växtart som beskrevs av Stephen Troyte Dunn. Illigera cordata ingår i släktet Illigera och familjen Hernandiaceae. Utöver nominatformen finns också underarten I. c. mollissima.